# I due che spezzarono il racket
(Uno slogan del film)
 I due che spezzarono il racket (女必殺拳, Onna hissatsu ken), è un film del 1974 diretto da Kazuhiko Yamaguchi. Conosciuto anche col titolo internazionale Sister Street Fighter, viene citato nella versione italiana del film Una vita al massimo col titolo erroneo La sorella del teppista. Il film è uno spin-off della saga di successo apertasi nello stesso anno con Gekitotsu! Satsujin ken. Nel film appare anche il personaggio Sonny Chiba, ma in un ruolo minore. La regia è affidata a Yamaguchi anziché ad Shigehiro Ozawa. Il film uscì in sala negli Stati Uniti solamente dopo il 1993: in quell'anno veniva distribuito Una vita al massimo, nel quale si accennava alla trilogia con protagonista il personaggio di Takuma Tsurugi. Nonostante il poco successo del film, esso ebbe ben tre sequel.

## Trama
Li Mansei è un campione di arti marziali che la polizia usa come infiltrato per entrare in una banda di spacciatori responsabile dell'importazione di eroina dal Giappone ad Hong Kong. Quando viene identificato dalla banda e imprigionato, la polizia costringe la sorella Li Koryu ad aiutarli a trovarlo e liberarlo. Ottenendo l'aiuto dalla scuola di arti marziali del fratello, ella si reca a liberare il fratello in questa sorta di torneo tra le gang della droga, torneo che include maestri di scuole differenti.

## Curiosità
- In Kill Bill: Volume 1 compaiono sia Sonny Chiba (nel ruolo di Hattori Hanzō) che Kenji Ohba, qui presente nel ruolo di Satsuro Mikanashi. Ohba è l'aiutante di Chiba a fabbricare spade, in volume 1.
- In realtà, il film non rappresenta una continuazione de Gyakushû! Satsujin ken, ma uno spin-off: come se al posto di Takuma Tsurugi avessimo trovato sin dall'inizio della storia Li Koryu.